# Andreas Zeier Cappelen
Andreas Zeier Cappelen (31 janvier 1915 - 2 septembre 2008) est un juriste et homme politique norvégien du Parti travailliste. 

## Biographie
Il est né à Vang, Hedmark. Avec ses frères, il est membre du Mot Dag dans les années 1930. Il travaille comme avocat et juge, après avoir obtenu son diplôme de candidat en droit en 1939.
Il est représentant adjoint au Parlement norvégien de Rogaland pendant la période 1961-1965. Au niveau local, il est membre du conseil municipal de Stavanger dans les périodes 1945-1947, 1951-1957, 1967-1971 et 1983-1987, occupant brièvement le poste d'adjoint au maire en 1953. Il est également membre du conseil du comté de Rogaland de 1966 à 1969. Il préside la section du parti du comté de 1956 à 1957.
Il occupe divers postes dans différents cabinets norvégiens. Il est ministre des Affaires locales de 1958 à 1963 dans le troisième cabinet Gerhardsen, ministre des Finances de 1963 à 1965, interrompu seulement par le cabinet Lyng de courte durée, ministre des Affaires étrangères dans le premier cabinet Bratteli de 1971 à 1972, et enfin ministre de la Justice de 1979 à 1980 dans le cabinet Nordli.